# Sergej Vikulov
Sergej Michajlovič Vikulov (in russo Сергей Михайлович Викулов?; Sverdlovsk, 25 marzo 1990) è un giocatore di calcio a 5 russo.

## Carriera
Nel 2016 Vikulov ha disputato, con la nazionale russa, sia il campionato europeo che la Coppa del Mondo. In entrambe le competizioni la Russia ha raggiunto la finale, dove è stata sconfitta, rispettivamente, da Spagna e Argentina.

## Palmarès
- Campionato russo: 2
Sinara: 2008-09, 2009-10